# Szczawienko (gmina)
Szczawienko (tuż po wojnie Solice Dolne) – dawna gmina wiejska istniejąca w latach 1945–1950 w woj. wrocławskim (dzisiejsze woj. dolnośląskie). Siedzibą władz gminy było Szczawienko (1951-54 dzielnica Szczawna-Zdroju, a od 1970 dzielnica Wałbrzycha).

## Historia gminy
Gmina Solice Dolne powstała po II wojnie światowej na terenie tzw. Ziem Odzyskanych (tzw. II okręg administracyjny – Dolny Śląsk). 28 czerwca 1946 gmina – jako jednostka administracyjna powiatu wałbrzyskiego – weszła w skład nowo utworzonego woj. wrocławskiego.
14 lutego 1946 gmina liczyła 7739 mieszkańców i była podzielona na 3 gromady:
- Lubiechów (z Książem),
- Poniatów (z Nowym Poniatowem),
- Szczawienko.

Południowa część gminy (Poniatów) nie posiadała bezpośredniego połączenia drogowego ze Szczawienkiem (mimo że nie stanowiła eksklawy), a droga biegła przez północny narożnik Wałbrzycha oraz zachodnią część Szczawna-Zdroju.
Gminę Szczawienko zniesiono 1 stycznia 1951, a jej obszar włączono:
- do miasta Szczawna-Zdroju (główne części gromad Lubiechów i Szczawienko),
- do miasta Wałbrzycha (cała gromada Poniatów oraz południowe, niezamieszkane fragmenty gromad Lubiechów i Szczawienko)[8].

## Dalsze losy
Wraz z reformą wprowadzającą gromady w miejsce gmin jesienią 1954 roku, obszar dawnej gminy Szczawienko został częściowo (bez Poniatowa) zrekreowany pod postacią gromady Szczawienko, której obszar wyodrębniono z miasta Szczawna-Zdroju Gromada przetrwała do 31 marca 1970. Odwrotnie niż w 1951 roku, większość obszaru gromady Szczawienko włączono do Wałbrzycha, a mniejszą do Szczawna-Zdroju. Gminy Szczawienko nie przywrócono 1 stycznia 1973 wraz z kolejną reformą reaktywującą gminy.